# 瓦尔道
瓦尔道，是匈牙利绍莫吉州所辖的一个村。总面积10.36平方公里，总人口509，人口密度49.1人/平方公里（2011年1月1日）。